# Meskowski
Meskowski foi um construtor norte-americano de carros de corrida. Produziu chassis para as equipes William Forbes e Peter Schmidt nas 500 Milhas de Indianápolis de 1960, que naquele ano fez parte do calendário do Campeonato Mundial da FIA.